# سراغة شرونية
السراغة الشرونية (باللاتينية: Crepis senecioides) نوع نباتي يتبع جنس السراغة من الفصيلة النجمية. سميت نسبة إلى جنس الشرونة أو الشيخة.

## الموئل والانتشار
موطنها بلاد الشام ومصر والمغرب العربي.

## مرادفات للاسم العلمي
- (باللاتينية: Psammoseris senecioides (Delile) Boiss. & Reut.)
- (باللاتينية: Crepis arabica (Boiss. & Reut.) Boiss.)
- (باللاتينية: Psammoseris arabica Boiss. & Reut.)